# Floorball Deutschland Pokal 2012/13
Der Floorball Deutschland Pokal 2012/13 war die sechste Spielzeit des Floorball Deutschland Pokals. 48 Mannschaften nahmen am Wettbewerb teil.
Die Red Devils Wernigerode gewannen den Pokal am 3. März 2013 durch ein 5:4 über den ETV Hamburg.

## 1. Runde
| ATS Buntentor Knights | 3 | – | 5 | SSC Hochdahl | 9. September 2012, 14:00 Uhr |  |

| ETV Hamburg II | 2 | – | 4 | ASV Köln | 15. September 2012, 15:00 Uhr |  |

| Blau-Weiß Schenefeld | 2 | – | 6 | SG Mittelnkirchen/Stade | 16. September 2012, 11:30 Uhr |  |

| SG BA Tempelhof Berlin II | 3 | – | 8 | Floorball Tigers Magdeburg | 16. September 2012, 12:00 Uhr |  |

| TSG Erlensee | 2 | – | 4 | SC DHfK Leipzig | 16. September 2012, 13:00 Uhr |  |

| Sportvg Feuerbach | 0 | – | 10 | VfL Red Hocks Kaufering | 16. September 2012, 14:00 Uhr |  |

| TSV Berkersheim | 5 | – | 1 | ESV Ingolstadt | 16. September 2012, 14:00 Uhr |  |

| PSV Wikinger München | 1 | – | 20 | UHC Sparkasse Weißenfels | 16. September 2012, 14:30 Uhr |  |

| FBC Phönix Leipzig | 3 | – (SD) | 4 | SV Floorball Butzbach 04 | 16. September 2012, 15:00 Uhr |  |

| VBC Ludwigshafen | 2 | – | 14 | UHC Döbeln 06 | 16. September 2012, 15:00 Uhr |  |

| SG Calw-Tübingen | 1 | – | 8 | United Lakers Konstanz | 16. September 2012, 15:00 Uhr |  |

| SG BA Tempelhof Berlin | 4 | – | 7 | TV Lilienthal | 16. September 2012, 15:30 Uhr |  |

| Westfälischer Floorball Club | 4 | – | 8 | ETV Hamburg | 16. September 2012, 15:30 Uhr |  |

| SV Chemie Genthin | 2 | – | 18 | TSV Neuwittenbek | 16. September 2012, 15:30 Uhr |  |

| Red Devils Wernigerode II | 0 | – | 7 | Dümptener Füchse | 16. September 2012, 16:00 Uhr |  |

| Floor Fighters Chemnitz II | 0 | – | 13 | Floor Fighters Chemnitz | 16. September 2012, 16:00 Uhr |  |

## 2. Runde
Gruppe Nord:
| Bielefelder TG | 1 | – | 20 | TV Lilienthal | 20. Oktober 2012, 13:00 Uhr |  |

| SG Mittelnkirchen/Stade | 1 | – | 7 | Saalebiber Halle | 20. Oktober 2012, 16:00 Uhr |  |

| Dümptener Füchse | 7 | – | 14 | Red Devils Wernigerode | 20. Oktober 2012, 17:00 Uhr |  |

| Floorball Tigers Magdeburg | 3 | – | 9 | ETV Hamburg | 20. Oktober 2012, 18:30 Uhr |  |

| 1. UC Oker Joker Braunschweig | 1 | – | 14 | TV Eiche Horn Bremen | 21. Oktober 2012, 11:00 Uhr |  |

| DJK Holzbüttgen | 6 | – | 5 | Black Lions Landsberg | 21. Oktober 2012, 13:30 Uhr |  |

| TSV Neuwittenbek | 5 | – (S.D.) | 4 | SSC Hochdahl | 21. Oktober 2012, 13:30 Uhr |  |

| Kieler Floorball Klub | 4 | – | 11 | ASV Köln | 21. Oktober 2012, 14:00 Uhr |  |

Gruppe Süd:
| United Lakers Konstanz | 2 | – | 13 | MFBC Löwen Leipzig | 20. Oktober 2012, 16:00 Uhr |  |

| SSF Dragons Bonn | 21 | – | 0 | UV Zwigge 07 | 20. Oktober 2012, 19:00 Uhr |  |

| UHC Sparkasse Weißenfels II | 6 | – | 8 | Floor Fighters Chemnitz | 21. Oktober 2012, 13:00 Uhr |  |

| TSV Berkersheim | 5 | – | 3 | SV Floorball Butzbach 04 | 21. Oktober 2012, 14:00 Uhr |  |

| VfL Red Hocks Kaufering | 3 | – (S.D.) | 4 | Unihockey Igels Dresden | 21. Oktober 2012, 16:00 Uhr |  |

| TSV Schriesheim | 4 | – | 5 | UHC Döbeln 06 | 21. Oktober 2012, 16:00 Uhr |  |

| UHC Sparkasse Weißenfels | 22 | – | 2 | USV TU Dresden | 21. Oktober 2012, 16:00 Uhr |  |

| MFBC Löwen Leipzig II | 3 | – | 4 | SC DHfK Leipzig | 21. Oktober 2012, 16:00 Uhr |  |

## Achtelfinale
Folgende 16 Mannschaften standen im Achtelfinale:
| Bundesliga (9) | 2. Bundesliga (5) | Regionalliga (2)                              |
| TV Eiche Horn Bremen Floor Fighters Chemnitz UHC Döbeln 06 Unihockey Igels Dresden ETV Hamburg MFBC Löwen Leipzig TV Lilienthal UHC Sparkasse Weißenfels Red Devils Wernigerode | Saalebiber Halle (Süd-Ost) SC DHfK Leipzig (Süd-Ost) SSF Dragons Bonn (Nord-West) ASV Köln (Nord-West) TSV Neuwittenbek (Nord-West) | TSV Berkersheim (West) DJK Holzbüttgen (West) |

| SSF Dragons Bonn | 8 | – | 5 | TSV Neuwittenbek | 15. Dezember 2012, 10:00 Uhr |  |

| DJK Holzbüttgen | 6 | – | 14 | Unihockey Igels Dresden | 15. Dezember 2012, 12:30 Uhr |  |

| Saalebiber Halle | 6 | – | 10 | MFBC Löwen Leipzig | 15. Dezember 2012, 14:00 Uhr |  |

| TSV Berkersheim | 1 | – | 6 | ETV Hamburg | 15. Dezember 2012, 15:00 Uhr |  |

| SC DHfK Leipzig | 9 | – | 1 | ASV Köln | 15. Dezember 2012, 17:00 Uhr |  |

| UHC Sparkasse Weißenfels | 10 | – | 1 | UHC Döbeln 06 | 15. Dezember 2012, 18:00 Uhr |  |

| TV Eiche Horn Bremen | 7 | – | 9 | TV Lilienthal | 15. Dezember 2012, 19:30 Uhr |  |

| Floor Fighters Chemnitz | 4 | – | 13 | Red Devils Wernigerode | 16. Dezember 2012, 16:00 Uhr |  |

## Viertelfinale
Folgende acht Mannschaften standen im Viertelfinale:
| Bundesliga (6) | 2. Bundesliga (2)                                      |
| Unihockey Igels Dresden ETV Hamburg MFBC Löwen Leipzig TV Lilienthal UHC Sparkasse Weißenfels Red Devils Wernigerode | SC DHfK Leipzig (Süd-Ost) SSF Dragons Bonn (Nord-West) |

| Unihockey Igels Dresden | 3 | – | 14 | Red Devils Wernigerode | 12. Januar 2013, 11:00 Uhr |  |

| SSF Dragons Bonn | 2 | – | 1 | UHC Sparkasse Weißenfels | 12. Januar 2013, 19:00 Uhr |  |

| MFBC Löwen Leipzig | 13 | – | 4 | TV Lilienthal | 13. Januar 2013, 11:00 Uhr |  |

| SC DHfK Leipzig | 4 | – | 7 | ETV Hamburg | 13. Januar 2013, 13:00 Uhr |  |

## Final Four
Das Final Four fand am 2. und 3. März 2013 in der Richard-Hartmann-Halle in Chemnitz statt.
Folgende vier Mannschaften standen im Final Four:
| Bundesliga (3)                                        | 2. Bundesliga (1)            |
| ETV Hamburg MFBC Löwen Leipzig Red Devils Wernigerode | SSF Dragons Bonn (Nord-West) |

### Halbfinale
| Red Devils Wernigerode | 7 | – (S.D.) | 6 | SSF Dragons Bonn | 2. März 2013, 14:00 Uhr |  |

| ETV Hamburg | 6 | – (S.D.) | 5 | MFBC Löwen Leipzig | 2. März 2013, 17:00 Uhr |  |

### Finale
| Red Devils Wernigerode | 5 | – | 4 | ETV Hamburg | 3. März 2013, 15:30 Uhr |  |